# Never Forget (Napoleon)
Never Forget è un singolo del rapper statunitense Napoleon.
Il brano figura la partecipazione della cantante R&B Val Young, la quale canta durante il ritornello. La produzione del singolo è stata affidata a Johnny J. (già produttore di molte canzoni dei membri del gruppo gangsta rap Outlawz) il quale cita un messaggio durante la parte finale della canzone.
Il brano con il video è stato pubblicato il 16 ottobre 2004, sotto l'etichetta Mob Life Records.

## Significato
La canzone omaggia il rapper Tupac Shakur, scomparso il 13 settembre 1996 per ragioni ancora ignote.